# 優浜

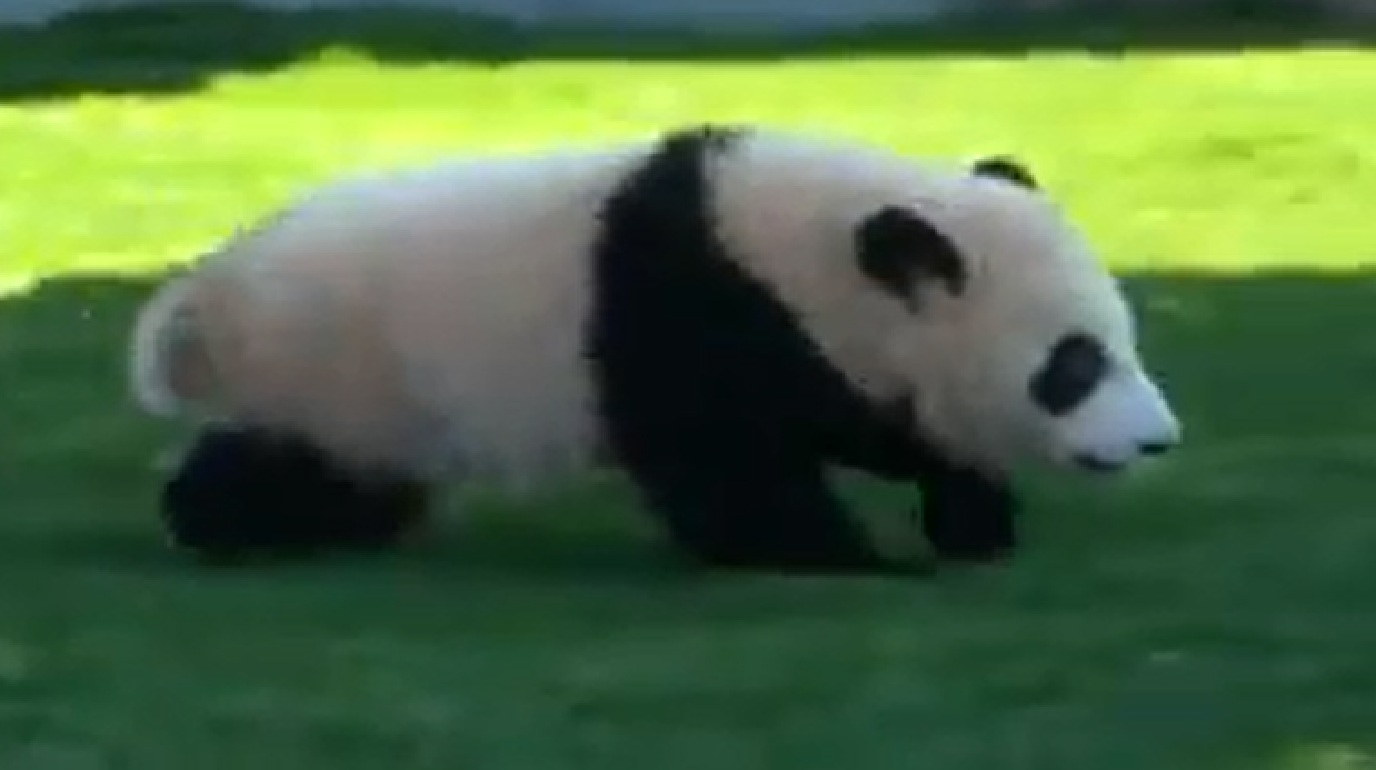
優浜

優浜（ゆうひん）とは、和歌山県西牟婁郡白浜町にある遊園地、アドベンチャーワールドで2012年8月10日に誕生したメスのジャイアントパンダである 。父は永明、母は良浜である。そのほか永明と良浜の子供として、兄に永浜（2008年生まれ）、海浜（2010年生まれ）、姉に梅浜（2008年生まれ）、陽浜（2010年生まれ）、妹に桜浜・桃浜（2014年生まれ）、結浜（2016年生まれ）がいる。また、生まれた当初には、良浜の弟妹にあたる、愛浜と明浜がいた。

## 経歴
2012年8月10日、メスのジャイアントパンダ、良浜の5番目の子供として和歌山県白浜町アドベンチャーワールドに誕生した 。なお、出生地は母の良浜と同じである。また、生まれた時の身長は22cm、体重は167gであった。双子として誕生する筈であったが、もう一頭（妹）は死産のため、優浜単独の誕生となった。
2012年8月23日、この日から、このパンダの一般公開と命名の一般公募が開始される。
2012年9月23日、この日まで命名の一般公募が行われた。約2万通の応募が寄せられた。
2012年10月5日、この日応募された案の中から、優浜という名前が選ばれたことが発表され、園内のパンダランド屋内にて、運動場命名セレモニーが行われた。この名前は「出会った人々に優しさと幸せをもたらす、愛される雌として成長してほしい」という願いが込められたものであるという。なお、この日の測定では、全長56cm、体重2,705gであった。また、この日から、優浜の一般向け公開時間が伸び、09:45~15:00に変更となった。
2012年11月1日、計量記念日にあたるこの日、身体測定が行われた。この時の身長は59cm、体重は4,490gであった。

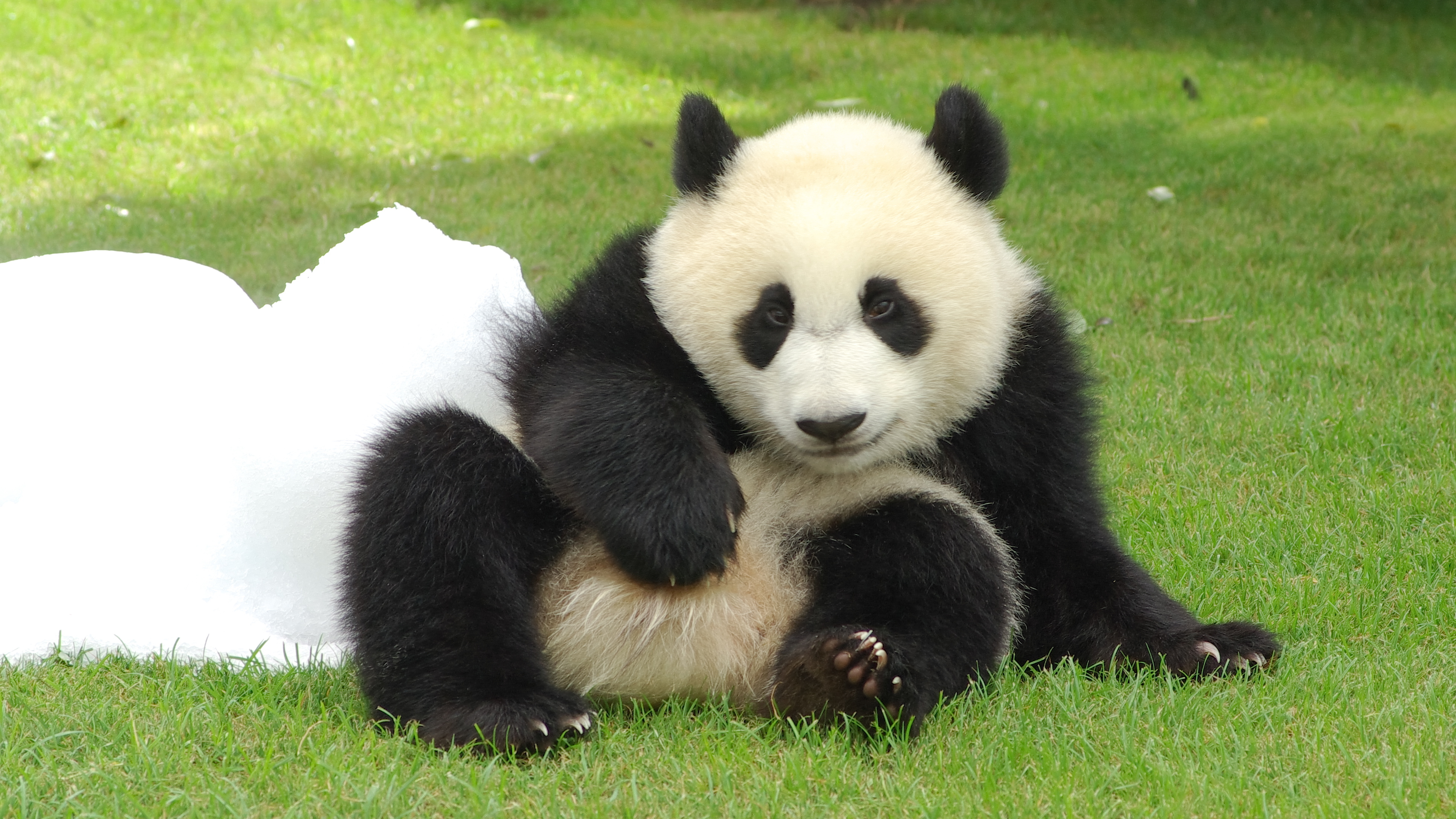
2013年7月時点の優浜

2013年8月10日、一歳の誕生日を迎える。この日発表された身長と体重は、それぞれ70センチ、28.2キロであった。
2014年12月2日、アドベンチャーワールドにて妹の桜浜と桃浜（双子。2015年2月6日命名）が誕生し、お姉さんとなった。
2017年6月5日に、兄の海浜・姉の陽浜とともに将来の繁殖のために中国にわたる。その前日には、お別れ会が開かれた。

## 特記事項
「優浜」という名前を名付けた人物は、2008年9月13日アドベンチャーワールドにて誕生した「優浜」の姉・梅浜（2013年2月26日に中国の成都大熊猫繁育研究基地本部へ移送）の名付け親でもあったという。また、名付け親の一般女性は名付け親となれたことについて「すごく感激しています。優しい女の子になって、大きく育ってほしいなと思っています。」とコメントしている
優浜誕生効果の影響で、2013年正月のアドベンチャーワールドの入場者数は前年の正月よりも増えた。